# 長月 (睦月型駆逐艦)
| 長月         | |
| 艦歴         | |
| 建造所       | 東京石川島造船所                                                                                      |
| 起工         | 1925年4月16日                                                                                         |
| 進水         | 1926年10月6日                                                                                         |
| 竣工         | 1927年4月30日（第三十号駆逐艦）                                                                       |
| 喪失         | 1943年7月7日、大破放棄                                                                                |
| 除籍         | 1943年11月1日                                                                                         |
| 要目（計画） | |
| 排水量       | 基準：1,315トン、常備：1,445トン                                                                      |
| 全長         | 102.72m                                                                                               |
| 全幅         | 9.16m                                                                                                 |
| 吃水         | 2.92m                                                                                                 |
| 機関         | ロ号艦本式缶4基 ツェリー式タービン2基 2軸、38,500馬力                                                 |
| 速力         | 37.25ノット                                                                                           |
| 航続距離     | 14ノットで4,500海里                                                                                   |
| 燃料         | 重油450トン                                                                                           |
| 乗員         | 154名                                                                                                 |
| 兵装         | 45口径12cm単装砲4門 留式7.7mm機銃2挺 61cm3連装魚雷発射管2基6門 （八年式魚雷12本） 爆雷投射器 爆雷12個 |

長月（ながつき）は日本海軍の駆逐艦。睦月型駆逐艦の8番艦である。同名艦に初代神風型駆逐艦の「長月」があるため、こちらは「長月 (2代)」や「長月II」などと表記される。艦名は陰暦で9月のこと。

## 艦歴
1923年（大正12年）度計画艦。1924年（大正13年）11月10日、東京石川島造船所で建造される予定の駆逐艦に「第三十号駆逐艦」の艦名が与えられ、同日附で「「第28号駆逐艦（のちの水無月）、第29号駆逐艦（〃文月）、第30号駆逐艦（〃長月）、第31号駆逐艦（〃菊月）」」は一等駆逐艦に類別された。本艦は1925年（大正14年）4月16日に起工、1926年（大正15年）10月6日進水、1927年（昭和2年）4月30日に竣工した。
その後、1928年（昭和3年）8月1日附で「第30号駆逐艦」は「長月」と改名された。
1937年（昭和12年）からの支那事変により中支、南支方面に進出する。また仏印進駐作戦に参加した。

### 太平洋戦争

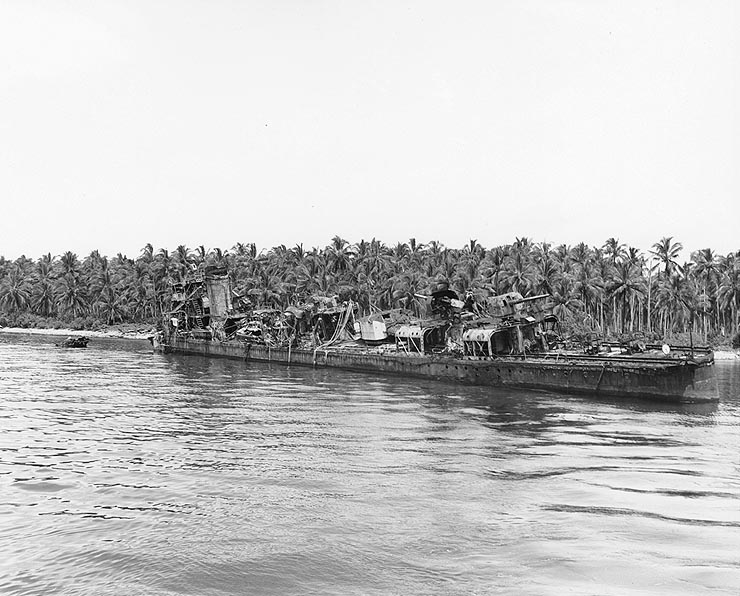
座礁して大破放棄された長月。1944年撮影

太平洋戦争では同型艦である「皐月」、「水無月」、「文月」と共に引続き第22駆逐隊を編成し、第五水雷戦隊（司令官原顕三郎少将：旗艦「名取」）に所属した。緒戦の南方作戦におけるフィリピン攻略戦、蘭印作戦にともなうジャワ島攻略戦、バタビア沖海戦などに参加する。3月下旬、第22駆逐隊は陸軍第十六軍のジャワ第二次輸送任務終了後、主隊（第十六戦隊《名取、長良》）への合流とクリスマス島への進出を命じられた（クリスマス島攻略作戦）。3月31日、第十六戦隊指揮下で占領作戦に従事していた第四水雷戦隊（司令官西村祥治少将）の軽巡「那珂」が米潜水艦の雷撃で大破。第22駆逐隊第2小隊（長月、水無月）は「名取、夏雲、峯雲、天津風」と共に退避する「那珂」救援におもむき、同艦を護衛した。
1942年（昭和17年）4月10日に第一海上護衛総隊に編入され、南西方面で船団護衛に従事した。12月10日、第22駆逐隊は解隊された。
その後「長月、皐月、文月」は南東方面部隊の下令により1943年（昭和18年）1月20日附で第八艦隊・外南洋部隊に編入。同月末からのガダルカナル島撤収作戦（ケ号作戦）に参加した。
第1回作戦（参加駆逐艦：巻波、舞風、江風、黒潮、白雪、文月、皐月、長月、風雲、巻雲、夕雲、秋雲、谷風、浦風、浜風、磯風、時津風、雪風、大潮、荒潮）では、駆逐艦「巻波」が中破したため旗艦を「白雪」に変更して作戦を続行（巻波は文月が曳航退避）、他に駆逐艦「巻雲」が機雷によって沈没したが、撤退作戦は成功した。警戒隊として参加した「長月、皐月」は昼間対空戦闘を実施、夜間泊地警戒中には米軍魚雷艇と交戦した。
2月4日、日本海軍は喪失した「巻雲」と損傷した「巻波」の代艦として駆逐艦「朝雲、五月雨」を増強。「川内、巻波、夕霧」を支援隊として第2回撤収作戦を実施する。午後2時、「舞風」は米軍機の攻撃を受け、至近弾により航行不能となる。「長月」は艦首破損の「舞風」を後ろ向きに曳航し、ショートランド泊地に避退した。
2月7日の第3回作戦も第2回作戦とほぼ同兵力で実施され、途中「磯風」が爆撃により中破。救援の為にまた「長月」が派遣された。だが「磯風」は途中で自力航行可能となったため「江風」と共に避退、「長月」の「磯風」救援は取りやめとなった。いままで警戒隊としての参加だった「長月」は第三次撤収作戦で輸送隊となり、ガダルカナル島で陸兵を収容、無事に帰投した。

### ガダルカナル島撤退以降の戦い
2月、「長月」は第41師団主力を東部ニューギニアのウェワクへ輸送する丙三号輸送に参加。2月3日に佐世保を出撃。輸送部隊は4つに分かれており、2月14日に「長月」は第三輸送隊に編入された。第三輸送隊は2月21日にパラオから出発し、2月24日にウェワクに着いた。揚陸は成功し、輸送部隊に被害はなかった。
2月25日、卯月型4隻（「皐月」、「水無月」、「文月」、「長月」）で第22駆逐隊が再編成される。3月1日時点で第22駆逐隊は第8駆逐隊、第11駆逐隊、第19駆逐隊と共に第三水雷戦隊（司令官木村昌福少将：旗艦「川内」）に所属していた。だが3月3日のビスマルク海海戦で駆逐艦「白雪」沈没時に木村司令官は負傷、三水戦司令官は江戸兵太郎少将を経て秋山輝男少将にかわった。
3月7-9日、「朝雲」、「雪風」、「長月」、「浦波」、「敷波」はコロンバンガラ島への輸送任務に従事。横七特銃隊1個中隊や弾薬などを揚陸した。3月13-14日にも「朝雲、雪風、長月」でコロンバンガラ島輸送任務に従事。横七特本部などを揚陸した。

3月15日、「皐月、長月」はスルミ半島へ第101設営隊の物件を輸送した。
3月中旬、第八艦隊は「長月、文月、皐月」を機雷敷設艦に改造する事を申請した。また『高速小型輸送船(差当リ駆逐艦、巡洋艦ノ改造ニ依リ)ニ依ル輸送力強化ヲ要ス』と要望している。
3月30日に「文月」、「長月」、「皐月」、「水無月」はフィンシュハーフェン（パプアニューギニアフォン半島東端）へ陸兵約800名と物資80トンを揚陸し、約600名の後送者を収容して帰投中にB-17型重爆の攻撃により「文月」が若干の損傷を受けた。4月2日、再び「文月」、「長月」、「皐月」、「水無月」はフィンシュハーフェン輸送を企図しカビエンを出撃するが、B-17の爆撃で「文月」が至近弾により罐室浸水の被害を受ける。一旦カビエンへ引き返すが、4月3日の空襲で同港停泊中の重巡洋艦「青葉」が大破・擱座した。二ノ方(長月艦長)によれば、ダンピール海峡で照明弾を落とされ、フィンシュハーフェン揚陸を断念してカビエンへ帰投。するとカビエンは夜間空襲を受けており、既に「青葉」が炎上していた。第22駆逐隊はカビエン入港を中止して、ラバウルへ向かおうとしたところ空襲を受け、「文月」機関室浸水の被害を受けたと回想している。「青葉、文月」は別々に内地へ回航され、修理に従事することになった。4月7日、「皐月、水無月、長月」は目的地を変更してラバウルから再び出撃し、8日にニューブリテン島西端ツルブ（グロスター岬）へ兵員などを揚陸した。
ラバウル方面の制空権が失われる中、南東方面部隊は輸送作戦を続けた。5月上旬の月暗期を狙って第六十五旅団などのツルブ輸送（全3回）が計画され、第一回部隊（「夕張」、「長月」、「皐月」、「水無月」）は5月4日ラバウル発、5日未明に揚陸したが同地での舟艇不足のため、大量の揚陸未済物件を出す。そこで残りの輸送は7日、8日、10日、11日の4回にわけて行なわれることになった。「長月」は8日と11日の輸送に従事した。この輸送では第六十五旅団と海軍兵（陸軍2280名、海軍264名、糧食・弾薬315トン）を輸送、陸兵465名を後送した。5月23日、「長月」、「水無月」はスルミ輸送（第101設営隊員約150名、歩兵第228連隊約130名、糧食、弾薬71トン、燃料30缶、13mm連装機銃一基）を実施、海軍220名・陸軍270名を収容して帰投した。
5月28日午後4時、「長月」、「水無月」、「皐月」はコロンバンガラ島輸送のためブインを出撃したが、午後8時頃ブーゲンビル島南東沖合の暗礁で「長月」と「皐月」が座礁した。「皐月」は自力で脱出。「水無月」の救援により「長月」は29日午前4時頃離礁に成功した。「長月」の損傷は軽微だったが「皐月」は修理が必要となり、戦線から離脱した。「長月」と「水無月」の2隻は29日夕刻に再出撃、米軍機の触接によりブカ島へ避退・待機したのち、31日深夜コロンバンガラ島到着。南東支隊司令部を含む人員1059名、物件100トン、燃料49缶を揚陸し、後送者421名を収容後、米軍機の空襲を振り切って6月1日ブインへ帰投した。6月2日にも「長月と「水無月」は人員479名、物資40トン、燃料60缶をコロンバンガラ島へ揚陸した。6月6-7日には「望月」と、6月8-9日には「皐月」とラバウルからツルブへの輸送に従事した。
6月29日、「長月」、「水無月」、「三日月」でコロンバンガラ島輸送作戦実施のためラバウルを出撃するが、敵機の夜間空襲により揚陸は中止された。

### ニュージョージア島の戦い
1943年（昭和18年）6月30日、米軍はレンドバ島に上陸を開始、ニュージョージア島の戦いが始まる。当時の外南洋部隊水上部隊（指揮官秋山輝男第三水雷戦隊司令官）は、ラバウルに秋月型駆逐艦/旗艦「新月」および「望月、皐月、夕凪」、ブカに「天霧、初雪」、ブインに「長月、水無月、三日月」が停泊していた。秋山司令官はただちに出撃したが、天候不良のため直率部隊（新月、望月、皐月、夕凪）と先行部隊（天霧、初雪、長月、水無月、三日月）は合流できず、それぞれ7月1日午前零時ころレンドバ島西方海面に進出したが米艦隊と遭遇しなかった。
7月2日夜、秋山司令官は直率隊（新月《旗艦》、天霧、初雪、長月、皐月、望月）と陽動隊（夕張、夕凪、三日月）を率いてレンドバ島沖合に突入した。だが米艦隊は出現せず、日付変更後に米軍魚雷艇（「PT-156」、「PT-157」、「PT-161」）の来襲と米軍機夜間空襲を受け撤収した。米魚雷艇は魚雷合計6本を発射したが外れ、その後逃走している。
その頃、米軍はニュージョージア島へ上陸を開始、日本軍は急遽コロンバンガラ島へ増援輸送を実施することになった。第一回輸送部隊（第22駆逐隊司令金岡国三大佐：第22駆逐隊《長月、皐月》、新月、夕凪）、第二回輸送部隊（第11駆逐隊《天霧、初雪》、第30駆逐隊《望月、三日月》）が編制され、第一回輸送隊は陸兵1300名と大発動艇15隻分の物資を搭載して7月4日夕刻ブインを出撃した。22時15分、クラ湾を南下中に陸上砲台と交戦中の米艦隊（軽巡洋艦4、駆逐艦4）を発見し、夜間雷撃を実施する（長月6本、新月4本、夕凪4本）。この米艦隊は実際は軽巡洋艦3隻、駆逐艦4隻で、魚雷1本が命中した駆逐艦「ストロング」は沈没した。だが揚陸作戦そのものは断念するに至った。
7月5日、南東方面艦隊司令長官草鹿任一中将は増援部隊全力によるコロンバンガラ島輸送を命じ、秋山三水戦司令官は新たに陽炎型駆逐艦2隻（浜風、谷風）と白露型駆逐艦1隻（涼風）を編制に加える。秋山少将直率隊（新月、涼風、谷風）、第一次輸送隊（望月、三日月、浜風）、第二次輸送隊（天霧、初雪、長月、皐月）という部署であった。同日夕刻、第三水雷戦隊はショートランド泊地を出撃、コロンバンガラ島到着直前の2348よりウォルデン・L・エインズワース少将率いる米艦隊（巡洋艦3、駆逐艦4）と交戦する（クラ湾夜戦）。「新月、涼風、谷風、天霧、初雪」が砲戦魚雷戦を展開する中、「長月、皐月」は揚陸地へ向かうも7月6日0046に「長月」は座礁してしまう。座礁地点で「長月」搭載の物資兵員を揚陸後、「皐月」による「長月」曳航を試みたが失敗。「皐月」は午前4時以降作業を中止して本来の揚陸地へ向かい、その後コロンバンガラ島を後にした。「長月」は昼間の空襲により損傷を受け、放棄されるに至った。「長月」のほかにも秋月型「新月」が沈没、全乗組員と秋山少将以下第三水雷戦隊司令部は総員戦死。他の駆逐艦も損傷した。米軍は軽巡「ヘレナ」が沈没した。7月7日、座礁中の「長月」はニュージョージア方面防備部隊に編入。翌8日、第22駆逐隊司令駆逐艦は「皐月」に変更された。
11月1日、駆逐艦「長月」は卯月型駆逐艦、
第22駆逐隊、
帝国駆逐艦籍
のそれぞれから除籍された。

### 戦後
長月の残骸は座礁地点に放置され、長く残存していたが、塗料が焼けたこともあり風化が早く、現在は崩落して沈んでいる。
ソロモンでの内戦の際に、鉄を得るために船体を爆破したという現地人の証言がある。
長月の時鐘は現地人により保管されており、日本に持ち帰られた後、その存在を知った呉地方総監の筑土龍男海将(当時)の尽力により海上自衛隊に引き渡され、就役間もない護衛艦ながつきに装備された。

## 歴代艦長
※『艦長たちの軍艦史』257-258頁による。

### 艤装員長
1. 高山忠三 中佐：1926年12月1日 -

### 艦長
1. 高山忠三 中佐：1927年4月30日 - 1927年11月15日[63]
2. 柏木英 中佐：1927年11月15日 - 1928年12月10日
3. （兼）山口常太郎 少佐：1928年12月10日 - 1930年12月1日[64]
4. 平井泰次 少佐：1930年12月1日 - 1931年11月2日
5. 藤田俊造 中佐：1931年11月2日[65] - 1933年11月15日[66]
6. （兼）山田雄二 少佐：1933年11月15日[66] - 1934年5月15日[67]
7. 田中穣 少佐：1934年5月15日 - 1935年11月15日
8. 原為一 少佐：1935年11月15日 - 1936年12月12日[68]
9. 磯久研磨 少佐：1936年12月12日[68] - 1937年12月1日[69]
10. 金田清之 少佐：1937年12月1日[69] - 1938年12月1日[70]
11. （兼）本倉正義 少佐：1938年12月1日[70] - 1939年10月15日[71]
12. 塚本守太郎 少佐：1939年10月15日 - 1940年1月25日[72]
13. 芦田部一 少佐：1940年1月25日 - 1940年9月1日[73]
14. （兼）中俣勇 少佐：1940年9月1日 - 1940年10月15日[74]
15. 柴山一雄 少佐：1940年10月15日 -
16. ニノ方兼文 大尉：1942年4月15日 -
17. 古川為夫 少佐：1943年6月1日 -

## 公試成績
| 艦名 | 排水量    | 出力       | 速力       | 実施日               | 実施場所     | 備考             |
| ---- | --------- | ---------- | ---------- | -------------------- | ------------ | ---------------- |
| 長月 | 1,510トン | 40,787馬力 | 36.3ノット | 1927年（昭和2年）2月 | 館山沖標柱間 | 新造時、全力公試 |